# Curlewis
Curlewis är en ort i Australien. Den ligger i kommunen Gunnedah och delstaten New South Wales, i den sydöstra delen av landet, omkring 320 kilometer norr om delstatshuvudstaden Sydney.
Runt Curlewis är det mycket glesbefolkat, med 2 invånare per kvadratkilometer.. Närmaste större samhälle är Gunnedah, omkring 15 kilometer norr om Curlewis. 
Trakten runt Curlewis består till största delen av jordbruksmark. Genomsnittlig årsnederbörd är 729 millimeter. Den regnigaste månaden är februari, med i genomsnitt 131 mm nederbörd, och den torraste är oktober, med 13 mm nederbörd.